# FCK-Museum
Das FCK-Museum ist ein kulturgeschichtliches Spezialmuseum in Kaiserslautern. Es befindet sich im Fritz-Walter-Stadion und dokumentiert die Geschichte des 1. FC Kaiserslautern.

## Geschichte
Im Jahr 2009 gründete sich um den ehemaligen FCK-Präsidenten Norbert Thines der Verein Initiative Leidenschaft FCK – Fritz Walter Museum Kaiserslautern e. V. mit der Einrichtung eines Fritz-Walter-Museums als Zielsetzung. Im Mai 2010 wurde die Einrichtung des Museums in der heutigen Form durch den 1. FC Kaiserslautern beschlossen. Im März 2011 wurde als erster Museumsteil eine Fotoausstellung im Logenturm Nordost des Fritz-Walter-Stadions der Öffentlichkeit zugänglich gemacht.  Verantwortlich für die Ausstellung zeichneten sich Kuratorin Astrid Wegner und der damalige FCK-Finanzvorstand Fritz Grünewalt. Im Juli 2011 wurden im Rahmen des Stadionfestes die Räumlichkeiten der Fritz-Walter-Museumsebene in der Osttribüne mit der Ausstellung work in progress erstmals für die Öffentlichkeit geöffnet.
Seit September 2011 ist das FCK-Museum regelmäßig geöffnet und bietet öffentliche Museumsführungen an.

## Ausstellungsangebot
Das Ausstellungsangebot des FCK-Museums besteht aus mehreren Teilen.

### FCK International
Die Fotoausstellung FCK International dokumentiert die von FCK-Profis geprägten internationalen Turniere wie das Wunder von Bern, internationale Auftritte des 1. FC Kaiserslautern, die Fußball-Weltmeisterschaft 2006 mit dem Spielort Kaiserslautern, Nationalspieler und weitere bedeutende Spieler des FCK sowie internationale Auftritte des Schiedsrichters Markus Merk.

### Work in progress I + II
Der erste Teil der Ausstellung work in progress umfasst die Entstehungsgeschichte des Museums, einen begehbaren Sammelaufruf nach weiteren Exponaten und Ausstellungsobjekte zu Fritz Walter, der Geschichte des FCK und seinen Fans. Der im Juli 2012 eröffnete zweite Teil dokumentiert in thematischer und chronologischer Gliederung den aktuellen Exponatenbestand, Leihgaben von Fans und Fanklubs mit Kurzportraits und stellt andere FCK-Abteilungen vor. Seit 2022 wird die Ausstellung zu einer neuen, chronologischen Dauerausstellung erweitert.

### 25 Jahre Deutsche Meisterschaft 1998
Anlässlich des 25-jährigen Jubiläums präsentiert das Museum 2023 eine Sonderausstellung.